# Copa Rous 1986
La Copa Rous 1986 fue la segunda del torneo, se centró en el entonces tradicional juego anual entre los rivales Inglaterra y Escocia.
La copa fue ganada por Inglaterra, que derrotó a Escocia (campeón de la edición anterior) por 2-1. Ésta fue la última vez que el torneo se jugó con dos equipos, porque a partir de la siguiente edición en adelante, un tercer equipo también sería invitado a participar en el torneo.

## Detalles del partido
| 23 de abril de 1986, 19:45 | Inglaterra               | 2:1 (2:0) | Escocia         | Wembley Stadium, Londres                                             |                                                                      |
|                            | Butcher 27' · Hoddle 39' |           | Souness 57' (p) | Asistencia: 68.357 espectadores Árbitro(s): Michel Vautrot (Francia) | Asistencia: 68.357 espectadores Árbitro(s): Michel Vautrot (Francia) |

| Predecesor: Copa Rous 1985 | Copa Rous II edición | Sucesor: Copa Rous 1987 |

- Datos: Q4583191